# Copa dos Campeões da Copa Brasil
In 1978 werd de Copa dos Campeões da Copa Brasil gespeeld. Een officieel toernooi dat georganiseerd werd door de Braziliaanse sportfederatie. Het toernooi zou gespeeld worden door de Braziliaanse kampioenen sinds 1971. Echter trokken Palmeiras en Guarani zich hiervoor terug omdat ze het niet gecombineerd kregen met wedstrijden in het Campeonato Paulista van dat jaar. Internacional, de kampioen van 1975 en 1976 mocht niet deelnemen van de bond omdat Internacional een rechtszaak tegen hen aangespannen had.
Atlético Mineiro won de titel.

## Halve finale
|                  |                                |       |               |                                               |
| 15 augustus Heen | Atlético Mineiro               | 2 – 1 | Vasco da Gama | Mineirão, Belo Horizonte Toeschouwers: 16.280 |
| 15 augustus Heen | Fernando 25' (own) Danival 63' |       | 21' Dirceu    | Mineirão, Belo Horizonte Toeschouwers: 16.280 |

|                   |               |       |                  |                                               |
| 20 augustus Terug | Vasco da Gama | 1 – 1 | Atlético Mineiro | Maracanã, Rio de Janeiro Toeschouwers: 11.896 |
| 20 augustus Terug | Guina 38'     |       | 50' (pen) Ziza   | Maracanã, Rio de Janeiro Toeschouwers: 11.896 |

## Finale
|                    |                                   |       |                                |                                               |
| 22 augustus Finale | Atlético Mineiro                  | 0 – 0 | São Paulo                      | Mineirão, Belo Horizonte Toeschouwers: 19.535 |
| 22 augustus Finale |                                   |       |                                | Mineirão, Belo Horizonte Toeschouwers: 19.535 |
| 22 augustus Finale | Strafschoppen                     |       |                                | Mineirão, Belo Horizonte Toeschouwers: 19.535 |
| 22 augustus Finale | Ziza Alves Toninho Cerezo Marinho | 4-2   | Bezerra Chicão Zé Sérgio Viana | Mineirão, Belo Horizonte Toeschouwers: 19.535 |

## Kampioen
| Copa dos Campeões da Copa Brasil     |
| ------------------------------------ |
| ATLÉTICO MINEIRO Kampioen (1° titel) |